# Nes (Akershus)
Nes ist eine Kommune im norwegischen Fylke Akershus. Die Kommune hat 24.897 Einwohner (Stand: 1. Januar 2025) und liegt im äußeren Norden des Großraums Oslo (Stor-Oslo). Verwaltungssitz ist die Ortschaft Årnes. In der Kommune mündet die Vorma in die Glomma.

## Geografie

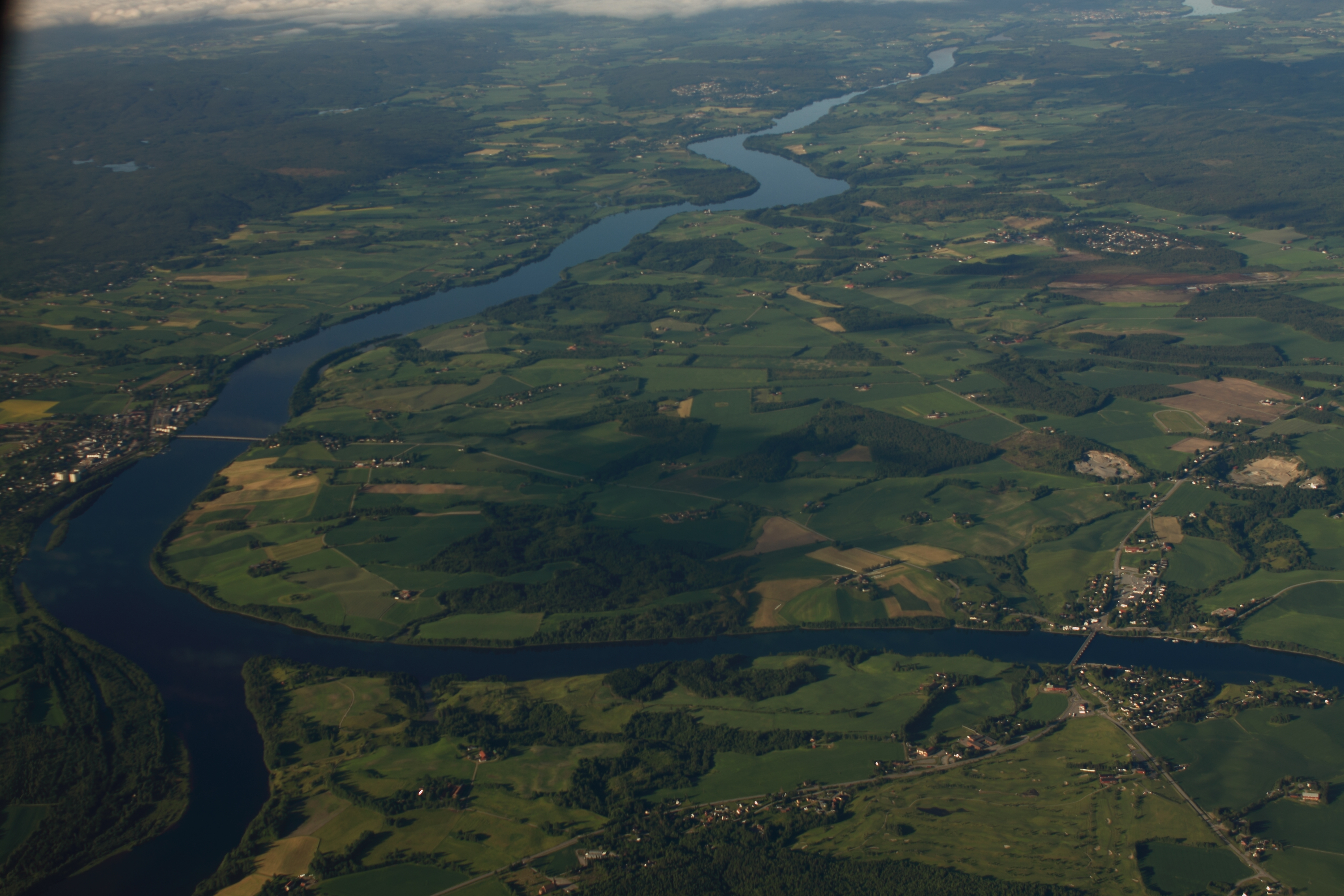
Zusammenfluss der Vorma und Glomma

Die Gemeinde liegt in der Landschaft Romerike im Osten des Fylkes Akershus, nordöstlich von Oslo. Nes geht in den äußeren Norden der Großregion Oslo (Stor-Oslo) ein. Die Kommune grenzt an Nord-Odal im Nordosten, Sør-Odal im Osten, Eidskog im Südosten, Aurskog-Høland im Süden, Lillestrøm im Südwesten, Ullensaker im Westen sowie Eidsvoll im Nordwesten. Die Grenze zwischen Ned und Nord-Odal, Sør-Odal sowie Eidskog ist zugleich die Grenze zwischen den Fylkern Akershus und Innlandet. Etwas nördlich der Ortschaft Årnes mündet die Vorma in die Glomma, den längsten Fluss Norwegens. Die Vorma fließt aus dem Nordwesten in Richtung Årnes, die Glomma aus dem Nordosten. Die Glomma fließt nach dem Zusammenfluss mit der Vorma in südwestliche Richtung weiter durch die Kommune. Sowohl die Glomma als auch die Vorma fallen in Nes nur geringfügig. Die Gesamtfläche der Kommune beträgt 640,76 km², wobei Binnengewässer zusammen 28,82 km² ausmachen. Der Großteil der Kommune liegt im Einzugsgebiet der Glomma, der See Flolangen allerdings gehört zum Flusssystem Haldenvassdraget. Im südöstlichsten Gebiet der Kommune fließt das Wasser zum schwedischen See Vänern ab.
Östlich der Vorma sowie südöstlich der Glomma befinden sich bewaldete Hügel mit Höhen von 250 bis 400 moh. Die Erhebung Ursknappen stellt mit einer Höhe von 504,5 moh. den höchsten Punkt der Kommune Nes dar. Sie liegt auf der Grenze zu Nord-Odal im Norden der Kommune.

## Einwohner
Ursprünglich erstreckten sich die besiedelten Gebiete der Kommune hauptsächlich den aufgrund ihres Lehmbodens gut landwirtschaftlich nutzbaren Flächen entlang der Vorma und der Glomma. In den 1920er- und 1930er-Jahren wurden vor allem im Westen neue Höfe errichtet. Später begann die Zahl der Einwohner vor allem im Verwaltungszentrum Årnes sowie in Ortschaften entlang der Hauptverkehrslinien anzuwachsen. Zwischen 1995 und 2005 stieg die Einwohnerzahl um 15,2 % und damit stärker als im damaligen Fylke Akershus an. In der Gemeinde liegen mehrere sogenannte Tettsteder, also mehrere Ansiedlungen, die für statistische Zwecke als eine städtische Siedlung gewertet werden. Diese sind Opakermoen mit 522, Årnes mit 5219, Haga mit 728, Fjellfoten mit 1479, Skogrand mit 336, Brårud mit 476, Vormsund mit 411, Tomteråsen mit 722, Kampå mit 972, Aulifeltet mit 2959, Neskollen mit 2990 und Bjertnestunet mit 479 Einwohnern (Stand: 1. Januar 2024).
Die Einwohner der Gemeinde werden Nesbu genannt. Offizielle Schriftsprache ist Bokmål, also die weiter verbreitete der beiden norwegischen Sprachformen.
| Jahr          | 1986   | 1990   | 1995   | 2000   | 2005   | 2010   | 2015   | 2020   | 2025   |
| ------------- | ------ | ------ | ------ | ------ | ------ | ------ | ------ | ------ | ------ |
| Einwohnerzahl | 14.917 | 15.729 | 15.641 | 16.288 | 18.025 | 18.827 | 20.410 | 23.092 | 24.897 |

## Geschichte

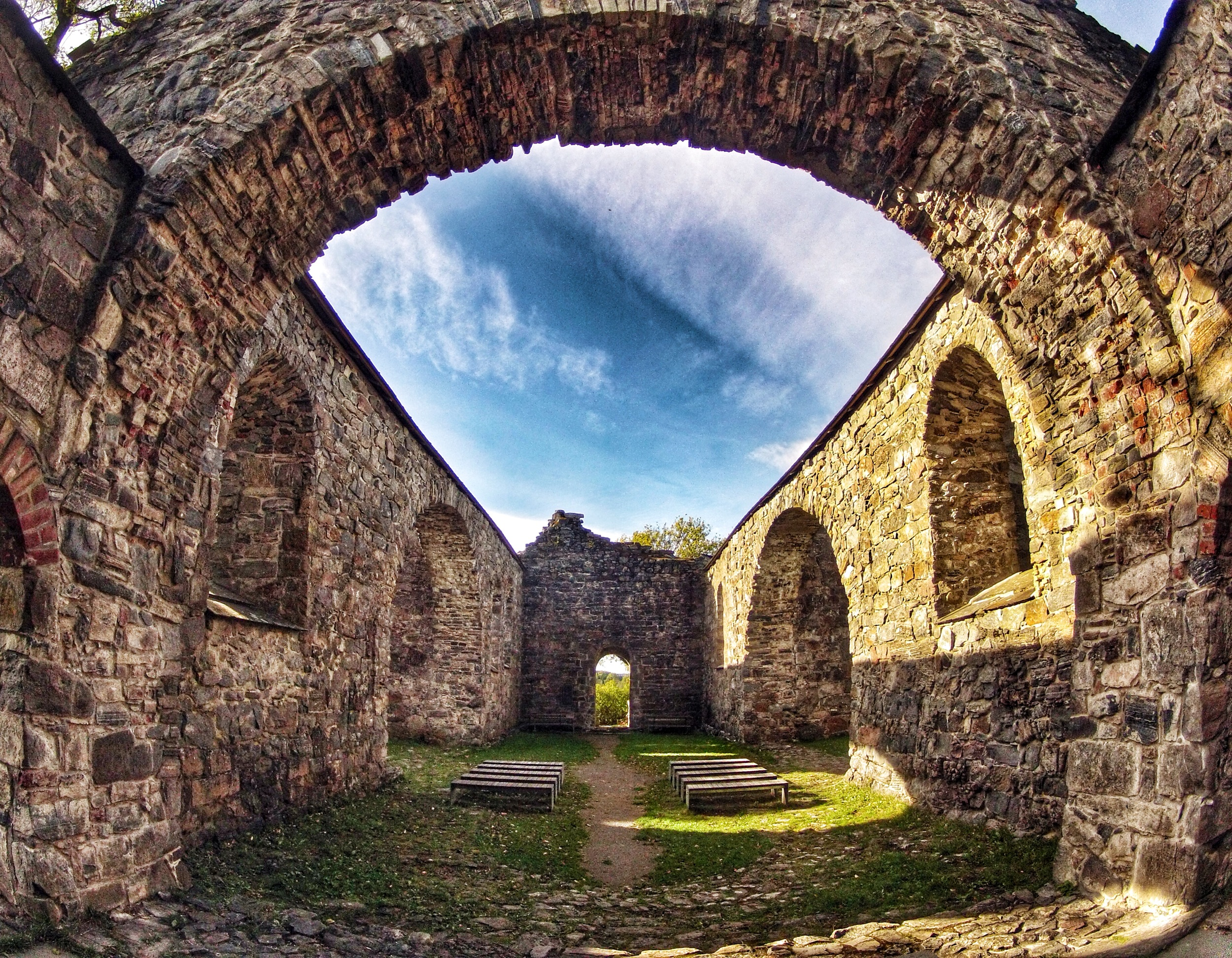
Die Kirchruine der alten Nes kirke

In vorchristlicher Zeit galt die Landspitze bei der Mündung der Vorma in die Glomma als religiöses Zentrum. Im zwölften Jahrhundert wurde dort die Kirche Nes kirke erbaut, die 1854 niederbrannte. Die Ruine blieb erhalten. Als Ersatz wurde 1860 etwa einen Kilometer weiter nördlich die neue Nes kirke erbaut. In der Kommune liegen zudem weitere Kirchen. Die Fenstad kirke ist eine Holzkirche aus dem Jahr 1703 mit kreuzförmigem Grundriss. Ebenfalls einen kreuzförmigen Grundriss hat die Udenes kirke aus dem Jahr 1708. Die Årnes kirke wurde 1878 erbaut.
Nach einer landesweiten Regionalreform gehörte Nes von 2020 bis 2023 zum Fylke Viken. Um zu vermeiden, dass es in der Provinz Viken eine zweite Kommune namens Nes gibt, benannte sich Nes in Buskerud zum 1. Januar 2020 in Nesbyen um.

## Wirtschaft und Infrastruktur

### Verkehr

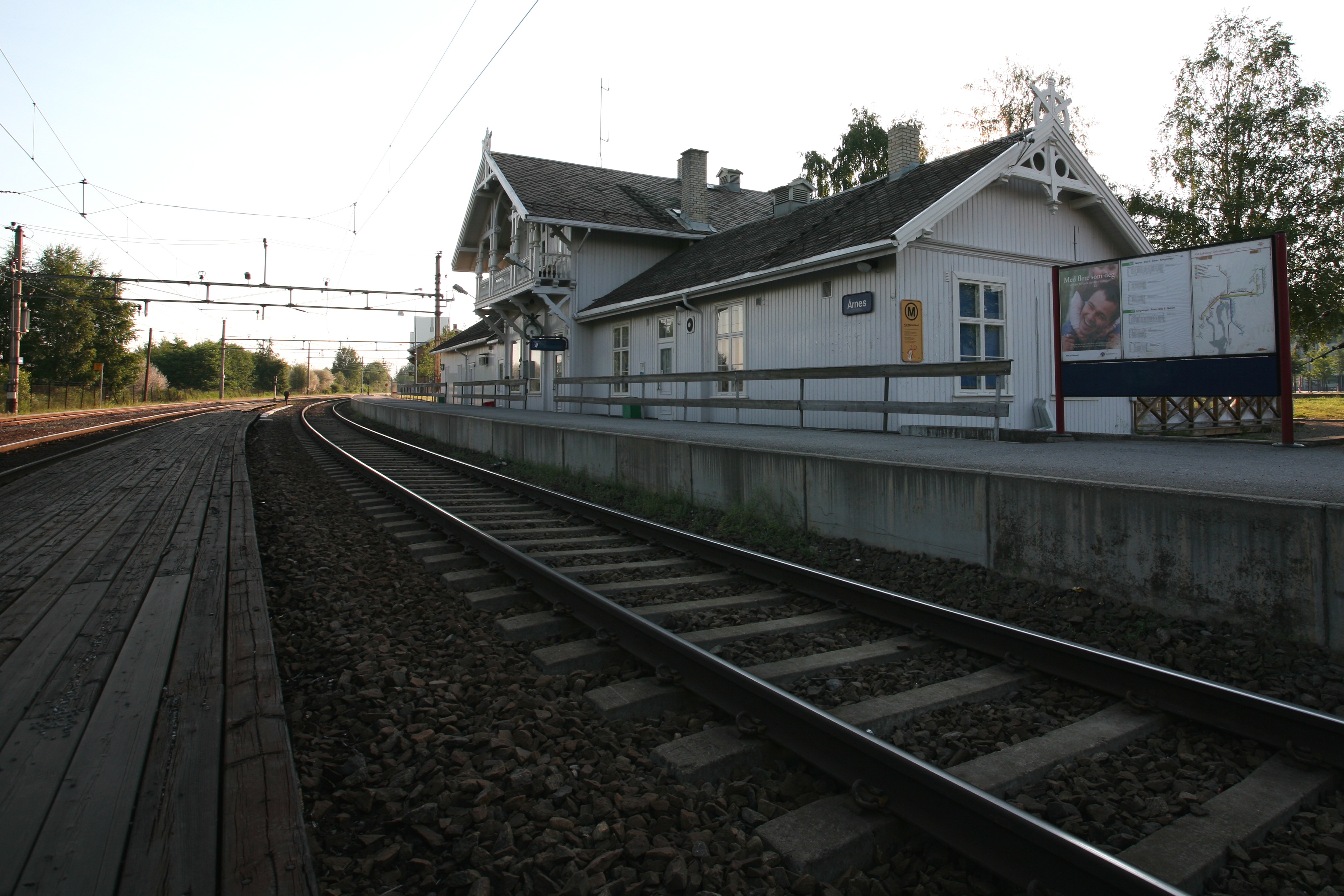
Bahnhof Årnes

Entlang des Südostufers verläuft die Bahnlinie Kongsvingerbanen. Der Bahnhof von Årnes wurde im Jahr 1862 eröffnet, als die Linie Kongsvingerbanen bis nach Kongsvinger fertiggestellt wurde. Der Bahnhof ist rund 58 Kilometer vom Osloer Hauptbahnhof Oslo S entfernt. Als Architekten waren Heinrich Ernst Schirmer und Wilhelm von Hanno tätig. Etwas nördlich der Glomma verläuft die Europastraße 16 (E16). Die E16 mündet in der Nachbarkommune Ullensaker in die Europastraße 6 (E6), die von dort weiter in den Südwesten Richtung Oslo führt.

### Wirtschaft
Nes gehört zu den bedeutendsten Gemeinden im Bereich der Landwirtschaft. Im Jahr 2021 lag die für die Landwirtschaft genutzte Fläche bei etwa 13.200 Hektar. Damit war Nes die Kommune mit der fünftgrößten für die Landwirtschaft verwendete Fläche Norwegens. Im Bereich des Getreideanbaus zählt Nes zu den produktivsten Kommunen. Zudem ist auch die Viehwirtschaft von Bedeutung. So werden Schweine, Hühner und Milchvieh gehalten. Die meisten der größeren Industriebetriebe sind in Årnes angesiedelt. Von Bedeutung ist dabei vor allem die mechanische Industrie. In der Kommune angesiedelt sind zudem Betriebe der Lebensmittelindustrie sowie der Holz- und Möbelindustrie. Im Jahr 2021 arbeiteten von 12.097 Arbeitstätigen nur rund 4200 in Nes selbst. Über 2500 Einwohner der Kommune pendelten nach Oslo, jeweils über 1000 nach Ullensaker und Lillestrøm.

## Sport
- Nes IK, Eishockeyklub

## Name und Wappen
Das seit 1988 offizielle Wappen der Kommune zeigt drei verzweigte goldene Baumstämme auf grünem Hintergrund (norwegisch I grønt tre kvistede gull trestammer stilt i trepass.). Das Wappen soll die Forstwirtschaft darstellen. Die Anordnung der drei Stämme soll zudem die Mündung der Vorma in die Glomma symbolisieren. Der Gemeindename war ursprünglich der Name eines Pfarrhauses, das auf der Landspitze (norwegisch nes) zwischen der Glomma und der Vorma lag.

## Persönlichkeiten
- Harald Otto (1865–1928), Schauspieler und Regisseur
- John Møller (1866–1935), Sportschütze
- Berit Mørdre (1940–2016), Skilangläuferin
- Åslaug Haga (* 1959), Politikerin und Managerin im Bereich Biodiversität
- Sverre Myrli (* 1971), Politiker